# Mestre Kame
Mestre Kame (亀仙人, Kame-Sen'nin), também conhecido no mangá como Muten Roshi (em Portugal, Mestre Roshi ou muitas vezes chamado por Tartaruga Genial) é um personagem e protagonista de suporte da franquia Dragon Ball. Apresentado como um eremita e mestre das artes marciais, ele é o líder da Escola da Tartaruga onde ensina seus alunos a adquirirem força, velocidade e resistência através de grandes cascos de tartaruga que são presos às suas costas. Dentro da história, o Mestre Kame é o primeiro tutor do protagonista Son Goku e seus amigos Kuririn e Yamcha, bem como o inventor da técnica mais famosa da série, o Kamehameha. Apesar de ser um poderoso lutador, o personagem segue o arquétipo de velho tarado comumente presente nos mangás e animes do gênero shōnen.
Presente desde o início da história, o Mestre Kame acaba sendo colocado de lado no decorrer da trama em Dragon Ball Z, sendo superado por personagens mais jovens e fortes. Suas técnicas únicas, entretanto, o tornam um guerreiro habilidoso e ele volta a ser mais explorado na recente continuação do mangá, Dragon Ball Super. Apesar de tudo, ele é constantemente apresentado em outras mídias fora da história e se tornou um dos personagens mais reconhecíveis da franquia.

## Criação e concepção
Enquanto finalizava o primeiro arco do mangá, Akira Toriyama recebeu críticas dizendo que a história de Dragon Ball estava muito monótona e que o protagonista Goku era muito simples. Em vista desse fato ele introduziu diversos lutadores para poder criar uma espécie de torneio entre eles. Um desses lutadores era o Mestre Kame. Para sua aparência física foi reutilizado o design do Deus da Galáxia, um personagem de outra obra de Toriyama, Dr. Slump, e acrescentados óculos escuros. Consequentemente, ambos os personagens ainda dividiram o mesmo dublador original, Kōhei Miyauchi.

## Visão Geral

### Aparência
Mestre Kame é careca, e possui um bigode fu manchu grosso e barba. É sempre visto com seus óculos de sol; após a luta contra Majin Boo, Mestre Kame deixou seus óculos antigos e usa outros mais futuristas. Ele usa roupas de praia ou roupas de artes marciais e um casco de tartaruga nas suas costas. Ele geralmente usa uma bengala.

### Personalidade
Mestre Kame tem mais de trezentos anos de idade no começo da série, e tem várias histórias para explicar sua longevidade. Kame gosta de comer pizza entregue em casa, que serve como uma piada pois Kame mora numa ilha isolada. Ele também gosta de ler, assistir TV, internet, video games, e uma soneca na tarde. É muito pervertido, e está sempre vendo mulheres fazendo aeróbica na televisão ou vendo revistas pornográficas em seu tempo livre. Ele até aceita suborno de Bulma, mostrar-lhe sua calcinha em troca de sua Esfera do Dragão no começo da série (e teve uma grande surpresa pois Bulma estava sem calcinha naquele momento). Mestre Kame faz avanços sexuais em todas mulheres bonitas que ele chega perto; geralmente Bulma ou Launch em Dragon Ball, ou Maron em Dragon Ball Z. Ele acredita firmemente que ele é o garanhão final e muito legal, embora seu estilo de moda e maneirismos estão algumas gerações fora de estilo. Embora ele seja dedicado em treinar seus estudantes na Escola Tartaruga, mesmo assim ele vai dizer para seus alunos pararem quando eles estão praticando o Kamehameha, porque a água está arruinando suas revistas. A única vez que ele não fez isso foi quando Kuririn estava praticando o Kamehameha para clarear a mente após terminar com Maron.
Embora sempre esteja correndo atrás de um rabo de saia, Mestre Kame ainda é um homem bondoso e sábio que ama aqueles ao seu redor como se fossem seus próprios netos. Ele aproveita a vida e seus pequenos prazeres, mas pode morrer por uma causa honorável se necessário. Embora seja dito pela Tartaruga que Mestre Kame consumiu o "elixir da imortalidade", Kame admite que o elixir da imortalidade não existe, e morre após usar o Mafuba contra Piccolo Daimaoh. Ele aparece em quase todos os filmes Dragon Ball e Dragon Ball Z, geralmente como alívio cômico.

### Relevância e ocupação
Mestre Kame mora numa pequena ilha com uma casa construída nela, chamada Casa do Kame; aqui, ele treina seus alunos. Mestre Kame é conhecido pelo pesado casco de tartaruga que ele e seus alunos usam nas costas para treinar. No começo de Dragon Ball, ele é o lutador mais forte da Terra. Porém, seu poder empalidece em comparação com qualquer dos Guerreiros Z mais tarde na série.
Antes de Dragon Ball Z, Kame era uma celebridade na Terra por suas habilidades, literalmente ao ponto em que ele pode tirar uma acusação de Tenshinhan apenas por endosso pessoal. Porém, em Dragon Ball Z e Dragon Ball GT, sua fama parece ser esquecida, provavelmente devido à ascensão de Mr. Satan, que agora é a maior celebridade no mundo. Ao tempo de Dragon Ball GT, ele parece aproveitar uma semi-aposentadoria e aparece pela primeira vez de férias na Capital do Oeste.
Aqueles que se formam do treinamento de Mestre Kame incluem o kanji para "tartaruga" ("Kame") 亀 no seu dogi.
Mestre Kame tem uma carteira de motorista, a qual ele usou para provar sua identidade para Chichi no começo da série. Ele também aparece fumando em várias sagas.

### Formas e transformações

#### Normal
Em seu estado normal, ele parece velho e frágil, geralmente andando com uma bengala, não lutando muito bem mas capaz de fazer atos incríveis que muitas pessoas normais não podem, como sua habilidade de mover à velocidades incríveis; na verdade, comparado ao terráqueo normal, ele pode ser visto como sobre-humano. Na saga Vegeta, ele é visto tendo o poder de luta de 139, comparado ao poder de luta de um terráqueo normal, que é 5.
Quando era um adolescente e estudante de Mutaito, ele usava roupas similares às que ele usava no presente, pois ele usava roupas de monge roxa, e óculos de sol pretos, e uma cabeça cheia de cabelo, quando ele foi visto subindo a Torre Karin, e quando Goku voltou no tempo e o encontrou durante aquele tempo.
Algum tempo depois em sua vida, ele começou a usar a roupa normal dos estudantes de Mutaito, um gi roxo e a cabeça raspada. Nesta aparição, ele era mais alto, mais forte, mais jovem, e fisicamente parecia Tenshinhan sem seu terceiro olho.

#### Forma 50%
Este é Mestre Kame quando fica sério, neste nível Kame é mais musculoso em que sua forma normal mas os músculos não são tão grandes quanto em seu poder máximo. Kame primeiro usa esta forma enquanto faz exercício no episódio 61, e depois novamente quando Kame luta com Tenshinhan no 22º Torneio de Artes Marciais, dizendo que levaria mais força para derrotá-lo.

#### Poder Máximo
Mestre Kame pode aumentar sua energia e conseguir seu estágio final. Nesta forma, sua aparência muda dramaticamente, com um aumento enorme em massa muscular e força. Neste estágio, ele pode usar ataques ao seu potencial máximo (por exemplo o MAX Power Kamehameha).
Kame usa esta forma quando ele apaga o fogo na Montanha Fry-Pan, quando ele destrói a lua como Jackie Chun, e quando ele se transforma para lutar com Broly, mas parou no último minuto (porque ele estava muito bêbado para focar).
O poder total neste estágio é desconhecido, mas ele foi capaz de destruir a Lua com um Kamehameha "poder máximo", causando Goku a reverter para sua forma normal após se transformar em Oozaru no 21º Torneio de Artes Marciais. Kame raramente usa esta forma pois diminui sua velocidade e stamina.

## História

### Dragon Ball
Em seu passado, o Mestre Kame foi aluno de Mutaito ao lado de seu rival Tsuru. Foi o primeiro homem a escalar a altíssima Torre Karin e treinar com o Mestre Karin após ficar três anos tentando atingir o topo da torre. Quando o demônio Piccolo Daimaoh atacou a Terra, Mutaito deu sua vida para selá-lo através da técnica Mafuba enquanto Kame e Tsuru jogaram a panela elétrica onde o vilão foi selado dentro do mar. Anos mais tarde, Kame abriu sua própria escola de artes marciais, a Escola da Tartaruga, enquanto Tsuru fundou a Escola da Garça. Ao longo de sua vida o Mestre Kame treinou vários alunos, tais como Son Gohan e o Rei Cutelo, além de inventar o poderoso Kamehameha. Ele eventualmente se aposenta e passa a viver com uma Tartaruga numa ilha onde constrói a Casa do Kame.
O Mestre Kame é apresentado pela primeira vez na história quando a Tartaruga, que havia desaparecido por um ano, é resgatada por Son Goku e Bulma. Como recompensa, ele entrega a Goku sua Nuvem Voadora, uma nuvem capaz de carregar aqueles com coração puro. Ele ainda dá para Bulma sua Esfera do Dragão em troca de poder ver sua calcinha. Alguns dias depois, Goku o visita novamente para pedir que ele apagasse o fogo que assolava a Montanha Frypan, onde morava seu antigo aluno Rei Cutelo. Kame não só apaga o fogo, mas destrói toda a montanha com um Kamehameha. Ao ver Goku realizando sua técnica com facilidade, o Mestre Kame decide treiná-lo como seu pupilo. Um jovem chamado Kuririn eventualmente aparece em sua casa e Kame também o aceita como aluno. Ele permanece treinando os dois garotos e os leva para participarem do 21° Torneio Mundial de Artes Marciais onde testariam suas habilidades. Contudo, para impedir que eles vençam o torneio e se tornem arrogantes, o Mestre Kame assume a identidade falsa de Jackie Chun (uma paródia do ator e lutador Jackie Chan) e enfrenta os dois, se tornando o campeão mundial. Ele posteriormente ajuda Goku a enfrentar soldados da milícia Forças Red Ribbon e a encontrar uma Esfera do Dragão com o auxílio de sua irmã, uma bruxa vidente chamada Uranai. Pelos próximos três anos ele continua treinando Goku, Kuririn e agora também Yamcha até que se inicia o 22° Torneio Mundial de Artes Marciais onde Kame e seus alunos encontram Tsuru e seus dois estudantes, Chaos e Tenshinhan. Ele enfrenta Tenshinhan durante as semifinais e tenta fazê-lo desistir dos ensinamentos assassinos de Tsuru enquanto lutam. Tendo fé que Tenshinhan seria parte de uma nova geração de artistas marciais justos e honrados assim como seus alunos, o Mestre Kame desiste da luta ao pular para fora da arena. Quando Tenshinhan se recusa a matar Goku durantes as finais e Tsuru ameaça Chaos por essa traição, Kame ataca Tsuru com um Kamehameha. Logo após o torneio, Piccolo Daimaoh é libertado de seu selamento. Enquanto Piccolo reúne as Esferas do Dragão para desejar sua juventude de volta, Mestre Kame, Tenshinhan e Caos bolam um plano para detê-lo. Contudo, Kame na verdade planejou enfrentar Piccolo sozinho com o Mafuba, mas falha e morre no processo. Ele depois é ressuscitado por Shenlong com o poder das Esferas. Decidido a deixar o futuro da Terra nas mãos dos mais jovens, ele se afasta das lutas novamente e assiste a luta entre Goku e Piccolo Jr. durante o 23° Torneio Mundial.
Na segunda metade do mangá, em Dragon Ball Z, a participação do Mestre Kame é limitada. Kuririn agora mora com ele na Casa do Kame e eles são regularmente visitados por outros personagens. Após Goku se casar com Chichi ele leva seu filho Gohan para conhecer o Mestre Kame aos quatro anos de idade, mas todos são surpreendidos quando Raditz, o irmão de Goku, vem do espaço e revela que Goku pertence à raça dos saiyajins. Após a luta contra Raditz, o Mestre Kame nada pode fazer quando Piccolo toma Gohan para treiná-lo em preparação para futuros combates contra outros saiyajins. Conforme a história continua, a Casa do Kame se torna um ponto de encontro dos guerreiros e o Mestre Kame sempre os recepciona e acompanha suas lutas, especialmente contra os vilões Freeza e Cell. Ele acaba sendo morto novamente junto de todos os terráqueos pelo monstro Majin Boo, mas retorna a vida mais uma vez graças ao dragão Porunga e ajuda Goku a reunir energias para formar a Super Genki Dama que eliminou Majin Boo. Dez anos após esse confronto, ele observa Goku partindo para treinar Oob como o próximo protetor da Terra.

### Dragon Ball Super
Em Dragon Ball Super, que se passa durante os dez anos após a derrota de Majin Boo, o Mestre Kame é convidado para o aniversário de Bulma onde presencia a luta entre Goku e o deus da destruição, Bills. Quando Freeza retorna a Terra com seu exército para se vingar, Kame resolve lutar mais uma vez para proteger seu planeta e enfrenta vários dos soldados de Freeza até que Goku e Vegeta assumem a luta. Ele depois permanece como espectador durante um torneio entre guerreiros do sétimo e sexto universo. Durante o confronto contra o deus Zamasu, Mestre Kame ensina o Mafuba para Goku. Futuramente ainda é convocado a participar do Torneio do Poder, um evento onde diversos universos lutariam entre si para decidir qual deve permanecer existindo. Durante o torneio, Kame permanece na formação defensiva planejada por Gohan até que chega a hora de se separarem. Ele enfrenta e derrota oponentes do quarto universo até ser emboscado por Frost do sexto universo. Frost faz com que o Mestre Kame acidentalmente prenda Vegeta em um frasco ao utilizar o Mafuba, mas ele consegue libertar seu aliado e afastar Frost. Cansado, porém feliz por ter conseguido ajudar seu time, o Mestre Kame se joga da arena para poder finalmente descansar.

## Dublagem
No Japão, Mestre Kame foi originalmente dublado por Kōhei Miyauchi, até este falecer e ser substituído por Hiroshi Masuoka, que seguiu fazendo o personagem em Dragon Ball GT e no filme Jump Super Anime Tour de 2008. Kame foi dublado por Kinya Aikawa no especial de 10 anos e por Masaharu Satō no décimo terceiro filme de Dragon Ball Z e em todos os meios seguintes como Dragon Ball Kai. No Brasil, o personagem foi dublado por José Soares na primeira dublagem de Dragon Ball e por Gileno Santoro, na redublagem da série, em Dragon Ball Z, Dragon Ball GT, Dragon Ball Kai e em Dragon Ball Super.
Em Portugal, Mestre Kame foi dublado por Ricardo Spínola.

## Em outras mídias
No anime não canônico Dragon Ball GT, o Mestre Kame é apresentado como um coadjuvante e alívio cômico. É brevemente possuído pelo vilão Baby junto de todos os terráqueos, mas depois é libertado por Trunks. Ao final do anime, ele observa Goku e Kuririn tendo uma última luta antes de Goku ser levado por Shenlong. Está presente em todos os quatro filmes de Dragon Ball clássico e em alguns de Dragon Ball Z; em O Homem Mais Forte do Mundo o vilão doutor Wheelo vai atrás do Mestre Kame para obter, o que ele julgar ser, o corpo do lutador mais forte do mundo. O Mestre Kame ainda foi interpretado por diversos atores, como no live-action chinês chamado Dragon Ball: The Magic Begins, produzido pela Tai Seng video entertainment em 1989. O personagem Homem Tartaruga representado por Huang Chung-Yu é baseado no Mestre Kame. Ele também apareceu em outro filme não oficial de 1990, desta vez sul-coreano, intitulado Dragon Ball: Ssawora Son Goku, Igyeora Son Goku, onde foi retratado por Hyung-Rae Shim. Em 2009,  apareceu no norte americano Dragon Ball Evolution produzido pela 20th Century Fox, interpretado por Chow Yun-Fat.
No crossover Cross Epoch, que junta o elenco principal de Dragon Ball com o do mangá One Piece, o Mestre Kame é um policial parceiro do igualmente pervertido Sanji. Eles resolvem deixar seu trabalho de lado para participar da festa do chá de Shenlong onde esperam conhecer garotas bonitas. Ele também aparece em outro crossover, Dream 9 Toriko & One Piece & Dragon Ball Z Chō Collaboration Special!!, que junta não só Dragon Ball e One Piece como também o anime Toriko. O Mestre Kame e vários outros personagens de sua franquia são citados na versão sem cortes da música "Goku" de Soulja Boy Tell 'Em. O personagem Duende Tarugo do mangá espanhol Dragon Fall é uma paródia do Mestre Kame. É um personagem de suporte nos jogos Jump Super Stars e Jump Ultimate Stars.